# Şəhrun Yusifova
Şəhrun Yusifova –también escrito como Shahrun Yusifova– (23 de marzo de 1984) es una deportista azerbaiyana que compitió en taekwondo. Ganó dos medallas en el Campeonato Europeo de Taekwondo, plata en 2006 y bronce en 2005.

## Palmarés internacional
| Campeonato Europeo | Campeonato Europeo | Campeonato Europeo | Campeonato Europeo |
| Año                | Lugar              | Medalla            | Categoría          |
| ------------------ | ------------------ | ------------------ | ------------------ |
| 2005               | Riga (Letonia)     | Medalla de bronce  | –47 kg             |
| 2006               | Bonn (Alemania)    | Medalla de plata   | –47 kg             |